# 果川市
果川市（：／ Gwacheon si */?）是位於大韩民国京畿道南部的一個自治市，自始興郡果川面拆分升格而成。市內設首爾大公園，動物園和植物園吸引首爾市民周末郊遊。
果川市雖然緊鄰首爾，但境內多為不宜居住的山地地形，僅市域中央有少量平原，因此全市人口只有68,955人（2021年4月），是京畿道人口最少的市。

## 行政区划
- 中央洞（중앙동）
- 葛峴洞（갈현동）
- 元文洞（원문동）
- 別陽洞（별양동）
- 富林洞（부림동）
- 果川洞（과천동）
- 文原洞（문원동）

## 名人
- 李洙赫（演員）
- Rena（PRISTIN成員）
- Hui   (Pentagon成員)
- 金信煜（上海申花隊球員）
- 金碩珍（BTS防彈少年團成員）
- Jisoo（BLACKPINK成員）
- 韓智恩（演员）